# حصن الدریز
 قلعه دریز  (به عربی: حصن الدریز) 
یکی از قلعه‌های مشهور کشور پادشاهی عمان است، ویکی از (نقاط دیدنی سلطنت عمان) به شمار می‌آید.
قلعه دریز  
در دهستان دریز از توابع شهرستان عبری در استان ظاهره واقع شده‌است. قلعه مذکور یکی نقاط دفاعی مهم آن دوران بوده‌است.
قلعه شامل دو برج است.